# Thái ấp Khios
Thái ấp Khios (tiếng Hy Lạp: Ηγεμονία της Χίου, tiếng Ý: Signoria di Chio) là một lãnh địa tự trị ngắn ngủn của gia tộc Zaccaria xứ Genova tọa lạc đảo Khios. Về mặt pháp lý, Khios thuộc chủ quyền Đế quốc Byzantin, nhưng trong thực tế hoàn toàn độc lập suốt giai đoạn 1304-29. Các lãnh tụ Thái ấp Khios chỉ tuyên thệ trung thành với Cộng hòa Genova.

## Lãnh tụ
- 1304–1307 Benedetto I Zaccaria[6][7]
- 1307–1314 Paleologo Zaccaria
- 1314–1329 Martino Zaccaria, with
- 1314 – ca. 1325 Benedetto II Zaccaria